# 유리스믹스
유리스믹스(영어: Eurythmics)는 영국의 뉴 웨이브 듀오이다.
1977년 당시 방랑자였던 데이브 스튜어트는 클럽에서 애니 레녹스를 만나 대화를 나누다가 그녀가 왕립음악원 출신이라는 것을 알고 의기투합하여 팀을 출범시켰다. 1983년 두 번째 앨범 Sweet Dreams를 발표하여 멜로디가 흥겨운 타이틀곡 <Sweet Dreams (Are Made of This)>가 빅히트하였다. 미국차트 정상을 거둔 이 곡 외에도 <Love Is Stranger>가 호평을 받았다.  1984년 3집 Touch를 공개하여 전보다 진일보한 사운드로 채색된 <Here Comes The Rain Again>을 대히트시켰으며 그 후 조지 오웰의 문제작 <1984> 소설을 컨셉트로 구성한 사운드트랙 앨범 1984를 공개하여 화제를 모았다.  이어 1986년 Revenge가 발표되어 전성기를 계속 누렸으며  1989년 We Too Are One을 공개하여 유리드믹스의 저력을 과시했다.

## 정규 음반
- In the Garden (1981)
- Sweet Dreams (Are Made of This) (1983)
- Touch (1983)
- 1984 (For the Love of Big Brother) (1984)
- Be Yourself Tonight (1985)
- Revenge (1986)
- Savage (1987)
- We Too Are One (1989)
- Peace (1999)